# Méthylènetétrahydrométhanoptérine déshydrogénase
La méthylènetétrahydrométhanoptérine déshydrogénase est une enzyme, intervenant notamment dans la méthanogenèse, qui catalyse la réaction :
5,10-méthényltétrahydrométhanoptérine + coenzyme F420 réduite  {\displaystyle \rightleftharpoons }  5,10-méthylènetétrahydrométhanoptérine + coenzyme F420.
Il s'agit d'une oxydoréductase spécialisée dans les transferts d'électrons avec le groupe –CH–NH– de sa coenzyme.

## Dénominations alternatives
- 5,10-méthylènetétrahydrométhanoptérine déshydrogénase.
- N5,N10-méthylènetétrahydrométhanoptérine déshydrogénase.